# 5 Gwardyjski Korpus Kawalerii (ZSRR)
5 Gwardyjski Korpus Kawalerii (ros. 5-й гвардейский кавалерийский корпус) – oddział kawalerii Armii Czerwonej utworzony podczas II wojny światowej.
5 Gwardyjski Korpus Kawalerii został utworzony 19 listopada 1942 roku. 11 kawalerzystów służących w 5 KKgw otrzymało tytuły Bohatera Związku Radzieckiego.

## Dowództwo korpusu
dowódcy:
- gen. lejtn. Aleksiej Sieliwanow (1942-1944)
- gen. mjr Siergiej Gorszkow (1944-1945)

szef sztabu:
- płk Wasilij Panin
- płk Aleksiej Dytkin

## Struktura organizacyjna
- 11 Gwardyjska Dywizja Kawalerii
- 12 Gwardyjska Dywizja Kawalerii
- 63 Dywizja Kawalerii[1].